# Der Eisenhans (1988)
Der Eisenhans ist ein DEFA-Märchenfilm von Karl Heinz Lotz aus dem Jahr 1988. Er beruht auf Motiven des Märchens Der Eisenhans der Brüder Grimm.

## Handlung
Einst lebten Mensch und Natur friedlich zusammen. Die Tiere und Wälder wurden vom Eisenhans bewacht, doch zwei Königreiche sorgten für eine Schwächung der Natur. In dem einen lebt ein wilder König, der mit seinem Gefolge regelmäßig auf die Jagd geht, Feuer im Wald legt und Bäume fällt. Nur der 17-jährige Prinz Joachim will anders werden als sein Vater.
Der wilde König erhält Besuch vom schwarzen Jäger, der ihm rät, den Eisenhans zu fangen, damit er seine Beute aus dem Wald noch vergrößern kann. Der König willigt ein und der schwarze Jäger bringt ihm den Eisenhans. Da der Eisenhans von Menschenhand gefangen wurde, kann er auch nur durch einen Menschen befreit werden. Daher droht jedem, der es versucht, der Tod. Joachim befreit den Eisenhans dennoch und flieht ihm nach in die Wälder. Er will beim Eisenhans bleiben und der Eisenhans erlaubt ihm, eine Probezeit zu absolvieren. Er soll darauf achten, dass die Quelle im Wald rein bleibt und nichts hineinfällt. Besteht er die Probe, darf er bleiben. Joachim jedoch schläft an der Quelle ein, sinkt zur Seite und eine Haarsträhne berührt das Wasser – sie hat nun einen Goldschimmer. Der Eisenhans verweist den Prinzen des Waldes, der jedoch in Notsituationen weiter auf seine Hilfe hoffen darf.
Joachim irrt durch den Wald, wird von Räubern überfallen, die seine Kleidung stehlen, und landet schließlich vor einem fremden Schloss, wo er von Knecht Jacob gefunden und mit in die Arbeiterstube genommen wird. Er darf nun in der Küche als Aushilfe arbeiten. Das Schloss gehört einem milden König, der den ganzen Tag nur Süßigkeiten isst. Auch er hat die Natur ausgebeutet, da er ihr sämtliche Bodenschätze genommen hat und damit zu einem reichen König wurde. Nur die Prinzessin Ulrike kann dem Reichtum und den Süßigkeiten widerstehen. Sie wünscht sich etwas wirklich Schönes. Als Joachim eines Tages seine Kappe verrutscht, sieht sie das Goldleuchten seiner Haare. Prinz und Prinzessin kommen sich näher, obwohl sie in ihm nur einen Küchenjungen vermutet und ihn daher nie heiraten würde.
Beim wilden König ist unterdessen die Armut groß. Der schwarze Jäger schlägt ihm vor, die Prinzessin des reichen, milden Königs zu heiraten und der wilde König stimmt zu. Die Brautwerbung des schwarzen Jägers wird jedoch durch Joachim sabotiert und so erklärt der wilde König dem milden den Krieg. Es kommt zu einer Bombardierung der Burg des milden Königs und zum Tod des Knechts Jacob, der den Prinzen einst in die Burg aufgenommen hatte. Joachim fordert nun den schwarzen Jäger zum Duell, das im Reich des Eisenhans ausgetragen wird. Der Prinz bittet den Eisenhans während des Kampfes mehrfach um Hilfe und der Eisenhans rettet Joachim immer wieder das Leben, indem er ihm nach und nach eine goldene Rüstung auf den Leib zaubert. Als der schwarze Jäger einmal mehr das Leben des Prinzen bedroht, wird er durch einen Strahl in Stein verwandelt. Nun findet im Reich des Eisenhans die Hochzeit zwischen Joachim und Ulrike statt, zu der beide Hofstaate eingeladen sind. Und die Natur erholt sich langsam.

## Produktion

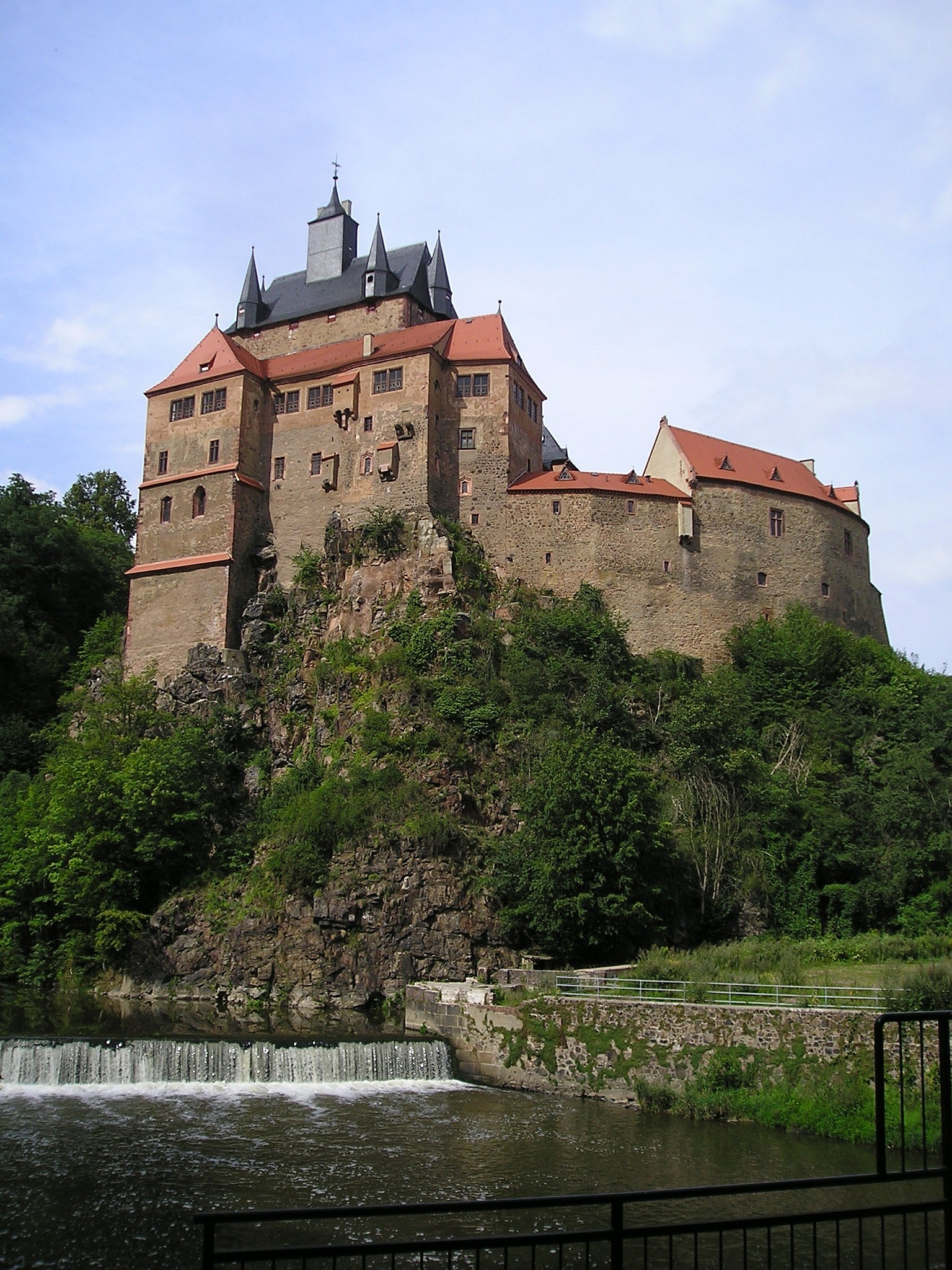
Burg Kriebstein, im Film die Burg des milden Königs

Der Eisenhans wurde auf der Burg Kriebstein bei Waldheim und in Memleben gedreht. Andere Szenen entstanden im DEFA-Studio Babelsberg. Die Kostüme des Films schuf Regina Viertel, die den Charakter beider Königreiche auch im Stil der Kleidung nachempfand: „Das eine [Königreich], das kriegerische, habe ich ehern und ledern gekleidet. Bei dem anderen König […] geht es um Gold, Geld und Essen. Da sind alle ganz dick. […] Farbenmäßig ist dort alles teigig und breiig.“ Der Film erlebte am 25. September 1988 im Berliner Colosseum seine Uraufführung. Im Jahr 2003 erschien er im Rahmen der Reihe Die Welt der Märchen bei Icestorm auf DVD.
Der Eisenhans war der erste Märchenfilm von Regisseur Karl Heinz Lotz. Er hielt sich dabei nur an Motive des Grimmschen Märchens und stellte stattdessen die „allgemeingültige poetische Parabel über das Verhältnis des Menschen zur Natur“ in den Vordergrund. Zudem stellte er Parallelen zwischen den Verhältnissen in der Natur zu denen in der Gesellschaft dar, was „der ursprünglichen Märchenfabel einen weiten Horizont denkbarer Verallgemeinerungen erschließ[t]“, so steht der Eisenhans als moralisches Element zwischen beiden Königreichen, die durch Aggressivität bzw. Unachtsamkeit ihr Volk ins Elend stürzen. Zwar wird die soziale Wirklichkeit mit Staatsdoktrin und Arbeit angeschnitten, aber „sogleich negiert in der märchenhaften Überhöhung ihrer konkreten Merkmale“.
Dem Märchentypischen laufen wiederum einige Elemente entgegen, so die Weigerung der Prinzessin, einen Küchenjungen zu heiraten. Prinz Joachim erscheint zwar als typischer empfindsamer „Märchenprinz“, Prinzessin Ulrike jedoch ist deutlich unabhängiger und rebellischer gezeichnet, als im Märchengenre üblich. So schaffte Lotz in Der Eisenhans nicht nur „einen Schwebezustand zwischen realer und sozialer Charakterisierung und märchenhafter Stilisierung“ im Film, sondern auch einen Versuch „tradierte Erzählweisen Grimmscher Märchen mit einer modernen Version des poetischen Realismus zu ergänzen.“ Manche Kritiker fassten zum Beispiel die Darstellung der beiden Königreiche als versteckte Darstellung beider deutschen Staaten auf und sahen im Verweis des Films auf Gegenwärtiges den eigentlichen Reiz des Films. Andere Kritiker sahen durch die Abkehr vom „üblichen Erscheinungsbild des DEFA-Kinderfilms“ in Der Eisenhans eine der „eigenwilligsten Produktionen für Kinder, die in den letzten Jahren der DEFA entstanden sind.“

## Kritik
Die zeitgenössische Kritik befand, dass „sich in der Inszenierung von Karl Heinz Lotz zuweilen die schlichte Logik der Handlung in einer übermäßigen Turbulenz der Massenszenen“ verliert. Dadurch werde der gedankliche Zusammenhang vor allem für Zuschauer im Kindesalter erschwert. Andere Kritiker bezeichneten den Eisenhans als „von gleichem phantasievollen, poesiereichen Zuschnitt“ wie Das kalte Herz oder Die Geschichte vom kleinen Muck. „Regisseur Lotz setzt auf eine schier überquellende Ideenfülle, auf die poetische Suggestivkraft eines durch und durch märchenhaften Geschehens.“
Die Figurenzeichnung im Film wurde kritisiert, so stünden „den Königskindern mit der Gefühlswelt unserer Zeit […] die Hofschranzen gegenüber, maßlos gierig und dumm, auch roh und verwildert oder ekelhaft verweichlicht. Überhaupt gilt den negativen Kräften großer Aufwand“. Dem gegenüber werde die Gestalt des Eisenhans – „im Film nur präsent als Überprojektion eines menschlichen Gesichts mit Naturaufnahmen“ – kaum fassbar und hinterlasse bei Kindern eher den Eindruck eines bösen, übermächtigen Geistes.
Der film-dienst nannte den Eisenhans „eine Adaption, bei der die schaurig-schöne Atmosphäre des Märchens verloren geht und die statt dessen Albernheiten und Banalitäten offeriert. Spannung und Märchenstimmung kommen kaum auf, dafür beschweren pädagogisch-lehrhafte Anmerkungen den Fluss der Geschichte. Ein Kinderfilm ohne Schwung, angesiedelt zwischen Tradition und Moderne, in der nur die Kamera in gewissen Sequenzen zu überzeugen versteht.“ Cinema befand kurz: „Die DEFA interpretiert die Grimms: stilisiert und stinköde.“

## Auszeichnung
Auf dem Kinderfilmfestival Goldener Spatz wurde Der Eisenhans 1989 mit einem Ehrendiplom ausgezeichnet.